# Congresso albanese di Trieste

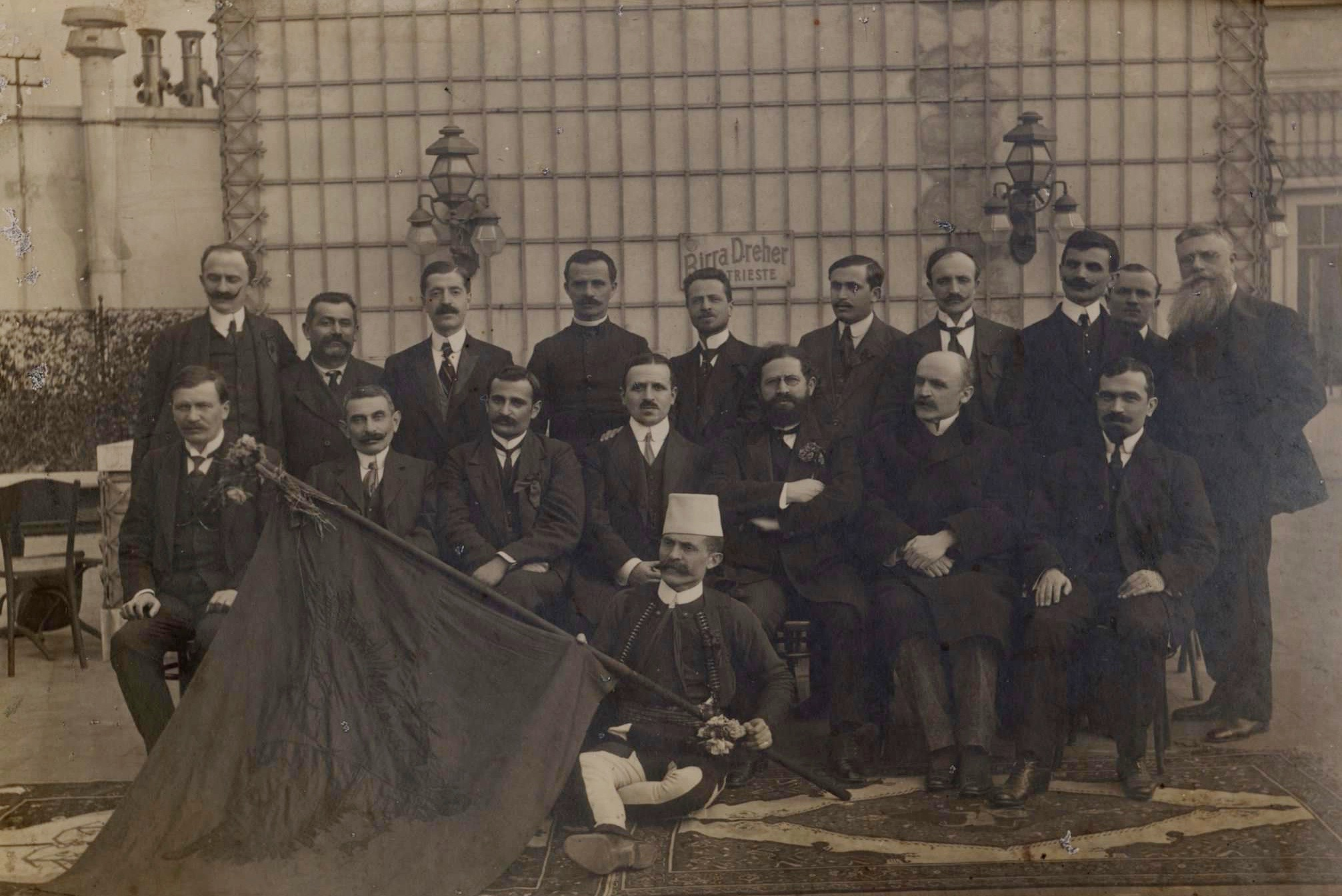
Principali delegati del congresso

Il Congresso albanese di Trieste (in albanese Kongresi Shqiptar i Triestës) è stato un congresso di albanesi tenutosi nella città di Trieste, in Austria-Ungheria nel periodo compreso tra il 27 febbraio e il 6 marzo 1913. Fu organizzato da Faik Konica e Sotir Kolea con il forte sostegno delle autorità austriache.

## Sviluppi
Il congresso si tenne a Trieste nella Sala "Tina di Lorenzo" a Palazzo Dreher. Il governo provvisorio dell'Albania inviò Kristo Meksi come suo emissario al Congresso albanese di Trieste. Il barone Franz Nopcsa che partecipò ai lavori, pubblicò le sue note sul congresso che divennero di particolare interesse storico. I partecipanti al congresso includevano Fan Noli, Albert Ghica, il barone Juan Pedro Aladro Kastriota, Nikolla Ivanaj, Giuseppe Schirò, e Terenzio Tocci. Tutte le colonie albanesi inviarono i loro delegati, provenienti da Stati Uniti, Romania, Bulgaria, Egitto, Italia e Trieste. Era anche presente una delegazione della storica comunità albanese d'Italia, che portò con sé il Marchese D'Auletta e i suoi figli. Hil Mosi venne eletto Presidente del Congresso, Faik Konitza e Dervish Hima come vicepresidenti, Fazil Toptani e Pandeli Evangjeli come segretari. Il Marchese d'Auletta, uno dei principali candidati al trono albanese, fu eletto “Presidente Onorario” del congresso.
Il congresso riconobbe il governo provvisorio istituito da Ismail Qemal e discusse i vari candidati al trono vacante. All'epoca tra i candidati in lizza c'erano Ferdinando François Bourbon Orléans-Montpensier di Francia, Albert Ghika di Romania, Wilhelm Karl, duca di Urach del Württemberg, il principe egiziano Ahmed Fuad e il nobile spagnolo Juan Pedro Aladro Kastriota discendente dalla famiglia Kastriota attraverso la nonna paterna, e figlio del Marchese Castriota (D'Auletta) di Napoli. Anche il barone Nopzsa si propose per il trono. L'Austria-Ungheria promosse il congresso, in particolare per garantire la selezione di un principe di sua scelta.

## Elenco dei delegati
- Fazil Pasha Toptani
- Fuat Bey Toptani
- Haki Bey Qafzezi
- Izet Bey Ohri
- Mazhar Bey Toptani
- Ndrek Kiçi
- Nush Serreqi
- Don Pjetër Tusha
- Ahmet Gjyli
- Kolec Deda
- Çinto Çoba
- Luvigj Kodheli
- Mark Kakarriqi
- Zef Shantoja
- Filip Pema
- Stefan Ashiku

- Dervish Hima
- Zef Schirò
- Frano Chinigo
- Frano Muzaqi
- Luvigj Jakova
- Terenzio Tocci
- Frano G.Kastrioti
- Epaminonda Ballamaçi
- Marchese d’Auletta
- Kol Serreqi
- Pjetër Maurea
- At Foti Ballamaçi
- At Fan Noli
- Dr. Shunda
- Zef Kurti
- Pashko Muzhani

- Nush Proka
- Gasper Shkreli
- Jak Koçi
- Faik Be Konica
- Dimitri Shadima
- Moise Chinigo
- Filip Kraja
- Nikolla Ivanaj
- Lek Kiri
- Gjergj Shllaku
- Gjek Shestani
- Filip Matoja
- Mark Shestani
- Gjergj Zubçaj
- Jak Mrkuci
- Ferrara Gaetano
- Ferrara Giovanni
- Vasil Diamandi

- Engell Todri
- Jusuf Maliqi
- Tossun Halil
- Zef Kraja
- Jaja Aga Jakova
- Pjetër Giadri
- Ndoc Simoni
- Dr.Kristo Batazo
- Nyzhet Bey Vrioni
- Ferhat Bey Draga
- Pjetër Kakarriqi
- A.Bey Gjilani
- Ahmet Bey Pizrendi
- Islam Dibra
- Albert Ghica

- Doher Paço
- Ndrek Luka
- Shaqir Mustafa
- Mehmet Luli
- Shan Koleka
- Filip Bushati
- Ndoc Dema
- Hysen Draçini
- Gjon Hila
- Sotir Kolea
- Tom Stamolla
- Stefan Kaçulini
- Jak Vukaj
- Pal Gjergji
- Zef Marshani
- Cin Pema
- Pjetër Marashi
- Kol Vukaj

- Zef Gjergjaj
- Ndoc Marashi
- Orazio Iriani
- Anselmo Lorecchio
- Bajram Doklani
- Nicolla Paço
- Sokrat Shkreli
- Hysen Rahmi
- Qerim Be Begolli
- Ibrahim Kabaski
- Riza Voshtini
- Abdullah Struga
- Ali Shefqet Beu
- Pul Mashi
- Dimitri Ilo
- Mihal Lehova
- Filip Peciu

- Hil Mosi
- Spartaco Camarda
- Aleksi Dreneva
- Pjetër Koxhamani
- Spiro Arapi
- Filip Gjeka
- Thanas Kandili
- Pandeli Evangjeli
- Nikolla Candzu
- Vasil Dogani
- Filip Zadrima
- Stef Curani
- Loro Ashiku
- Hamdi Be Ohri
- Idriz Banushi
- Nush Paruca

- Dimitri Mola
- Pashko Spathari
- Hysen Avni
- Lonida Losi
- Kristo Meksi
- Franz Nopcsa

## Decisioni
Il programma del congresso prevedeva quattro punti:
1. Preparazione della richiesta da inviare alle Grandi potenze per il riconoscimento dell'indipendenza politica ed economica dell'Albania.
2. Trattato di amicizia e sostegno delle popolazioni aromuni che vivevano vicino alle regioni abitate da albanesi e che volevano essere incluse nello stato albanese.
3. Confini della futura Albania.
4. Discussione sul principe.[9]